# Per Askim
Per Askim (* 24. Februar 1881 in Moss; † 8. März 1963 in Oslo) war ein norwegischer Marineoffizier. Er war Kommandant des Küstenpanzerschiffs Norge, das am 9. April 1940 im Hafen von Narvik von deutschen Invasoren torpediert und versenkt wurde. Er war das einzige norwegische Mitglied der Militärkommission, die die deutsche Kapitulation in Norwegen im Mai 1945 entgegennahm.

## Vorkriegszeit
Per Askim war der Sohn des Carl Askim (1843–1922) und dessen Ehefrau Alette Henrikke Kristiansen (1846–1909). Im Jahre 1906 heiratete er die Telegrafistin Anna Marie Hanssen (1881–1935). Nach deren Tod heiratete er 1937 ihre Schwester Signe Hanssen (1894–?).
Nach Beendigung seiner Schulzeit trat Askim in die norwegische Marine ein und wurde nach erfolgreicher Absolvierung der Marineakademie im Jahre 1901 zum Sekondeleutnant ernannt. Die Beförderung zum Premierleutnant erfolgte 1904. 1905 wurde er Kommandant eines Torpedoboots. Von 1905 bis 1907 diente er in der Marineabteilung des Verteidigungsministeriums, und von 1907 bis 1911 leitete er die Seemannsschule in Larvik. In dieser Stellung wurde er 1910 zum Kapitänleutnant (kaptein) befördert. Von 1911 bis 1919 war Askim Inspektionsoffizier und Lehrer an der Marineakademie. Danach wechselte er in den Admiralstab, wo er bis 1930 diente. 1925, 1927 und 1928 war er Flaggadjutant des Manövergeschwaders. 1928–1930 war Askim Mitglied des Internationalen Ausschusses für das Signalwesen auf See, und im Jahre 1934 war er Mitglied des Internationalen Komitees für die Kennzeichnung der Küsten, jeweils in London. Auch nahm er am Funkfeuerkongress in Stockholm im Jahre 1933 teil und beteiligte sich an der Arbeit hinsichtlich internationaler Arbeitsnormen im Seeverkehr. In diesen Jahren verfasste er mehrere Bücher über maritime Angelegenheiten. 1934 wurde er zum Fregattenkapitän (kommandørkaptein) befördert.
Bereits im Herbst desselben Jahres wechselte er von der Marine in den Küstenverwaltungsdienst, wo er als Abteilungsleiter für das Leucht- und Funkfeuerwesen tätig war.

## Zweiter Weltkrieg

### Deutsche Besetzung Norwegens
Beim Ausbruch des Zweiten Weltkriegs kehrte Askim zur Marine zurück und wurde am 19. September 1939 Befehlshaber der Küstenpanzerschiffe und Kommandant der alten Norge. Im Dezember 1939 wurde er zum Befehlshaber der Ofoten-Abteilung in Nordnorwegen ernannt, zu der neben den beiden Panzerschiffen Norge und Eidsvold noch die U-Boote U-Boote B1 und B3 mit dem Mutterschiff Lyngen sowie die Wachboote Michael Sars, Senja und Kelt gehörten. Ab 4. April 1940 war Fregattenkapitän Askim zusätzlich amtierender Befehlshaber des 3. Seeverteidigungsdistrikts in Nordnorwegen.

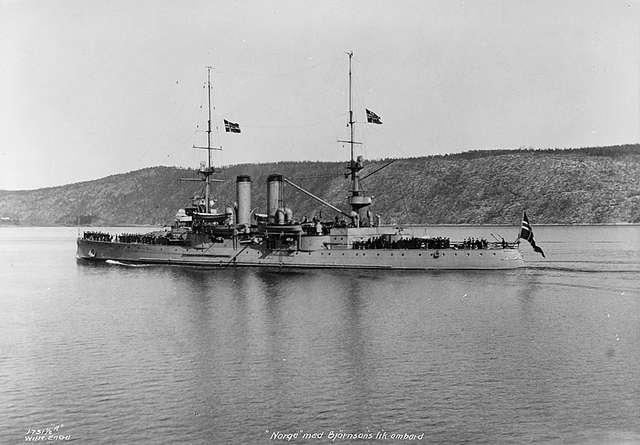
Das Küstenpanzerschiff Norge im Jahre 1910

Beim deutschen Angriff auf Norwegen am 9. April 1940 war Askim somit unter anderem für die Verteidigung von Narvik zuständig, wo er sich zu diesem Zeitpunkt mit den beiden Panzerschiffen befand. Als norwegische Handelsschiffer am frühen Morgen des 9. April die zehn Zerstörer der deutschen Kriegsmarine unter Kommodore Friedrich Bonte beim Einlaufen in den Ofotfjord bemerkten und meldeten, ließ Askim beide Schiffe gefechtsklar machen, allerdings mit nicht vollständiger Besatzung, da ein Teil auf Landurlaub war. Die Eidsvold fuhr etwas in den Fjord hinaus, sichtete gegen 04:15 Uhr den führenden Zerstörer, die Wilhelm Heidkamp, Bontes Flaggschiff, und forderte ihn auf zu stoppen. Nachdem Verhandlungen den Kapitän der Eidsvold, Fregattenkapitän Odd Isachsen Willoch, nicht zur kampflosen Kapitulation bewegen konnten, schoss die Wilhelm Heidkamp einen Torpedofächer auf das norwegische Schiff und versenkte es binnen Sekunden. Willoch hatte Askim noch von seiner Absicht, den Kampf aufzunehmen, informiert, und auf der Norge war die Explosion der Eidsvold zu hören. Kurz darauf erschienen die zwei ersten deutschen Zerstörer in etwa 800 Metern Entfernung, in Nebel und Schneetreiben, im Hafen von Narvik. Askim gab Befehl, das Feuer mit seinen 21-cm- und 15-cm-Geschützen auf die Bernd von Arnim zu eröffnen. Die erste Salve lag kurz, die zweite zu lang, und keine der insgesamt elf oder zwölf abgefeuerten Granaten traf.
Die Bernd von Arnim ging zunächst an die Hafenpier, um ihre Gebirgsjäger zu landen, ehe sie das Feuer mit ihren 12,7-cm-Geschützen erwiderte. Auch der zweite Zerstörer, die Georg Thiele, beschoss das Küstenpanzerschiff. Die schlechte Sicht, die schon die Norweger behindert hatte, machte es auch den Deutschen schwer, Treffer zu erzielen. Die Bernd von Arnim schoss daraufhin insgesamt drei Torpedo-Doppelfächer. Die beiden ersten verfehlten ihr Ziel, aber der dritte traf die Norge mittschiffs. Das Schiff sank innerhalb von nur einer Minute. 90 Mann der Besatzung konnte gerettet werden, während 101 Mann den Tod fanden. Askim selbst trieb anderthalb Stunden im Wasser, ehe er geborgen und in ein Krankenhaus in Narvik gebracht werden konnte.

### 1940–1945
Askim gelang bald darauf die Überfahrt nach England. Am 3. Juli 1940, nach dem Ende der offenen Kampfhandlungen in Nordnorwegen, wurde er zum Kapitän zur See (kommandør) befördert und kurz darauf als Marineattaché an die norwegische Botschaft in den Vereinigten Staaten abgeordnet. 1943 wurde er nach London versetzt, wo er beim Oberkommando der norwegischen Streitkräfte (Forsvarets Overkommando) Leiter der Planungsgruppe war und sich mit den Vorbereitungen zur Befreiung Norwegens und dem Wiederaufbau der norwegischen Streitkräfte befasste. Im Herbst 1944 fuhr er mit dem ersten britischen Konvoi nach Murmansk, um sich hinsichtlich der zukünftigen Versorgung von Expeditionstruppen in Finnmark über die Lage im nördlichen Russland und in Nord-Norwegen zu informieren.
Als die deutsche Wehrmacht in Norwegen um Mitternacht vom 8. zum 9. Mai 1945 kapitulierte, war Askim, inzwischen zum Kommodore befördert, das einzige norwegische Mitglied der Militärkommission, die aus Schottland geschickt wurde, um die alliierte Kapitulationsbedingungen dem Wehrmachtbefehlshaber in Norwegen, General Franz Böhme, in Lillehammer zu übergeben und die Kapitulation entgegenzunehmen.

## Nachkriegsjahre
Von Mai bis Dezember 1945, als er die Altersgrenze erreichte, war Askim Oberbefehlshaber des norwegischen Marinekommandos Ost. Dann wechselte er wieder zur Küstenverwaltung, bei der er bis zu seiner Pensionierung 1952 arbeitete. In der Zeit von 1946 bis 1949 war er gleichzeitig Mitglied der militärischen Untersuchungskommission, die die Umstände und Ursachen der Niederlage von 1940 erforschte.
Am 12. April 1953 enthüllte Askim in Narvik ein Denkmal für die 282 am 9. April 1940 auf den Panzerschiffen Norge und Eidsvold gefallenen Seeleute.

## Werke
- Lærebok i Sjømandskap, utarbeidet ved offentlig foranstaltning til bruk i Sjøkrigsskolens nederste avdeling. H. Aschehoug, Kristiania (Oslo), 1916–1917
- Beretning om Den norske sjøkrigsskoles virksomhet 1817–1917. Utarbeidet etter offentlig opdrag som festskrift i anledning av sjøkrigsskolens 100 aars-jubileum den 27. Oktober 1917, Kristiania (Oslo), 1917
- Oslo Skoleskib. 50 årsjubileum 1931. Oslo skoleskibinstitusjon, Oslo, 1931
- Norsk-engelsk maritim-teknisk ordbok. 1936
- Det tyske angrep på Narvik. Kommandør Askims beretning. Grøndahl, Oslo, 1947
- Engelsk-norsk maritim-teknisk ordbok. Grøndahl, Oslo, 1953

## Ehrungen
Für seinen Einsatz am 9. April 1940 wurde Askim am 18. Dezember 1942 mit der höchsten norwegischen Auszeichnung, dem Kriegskreuz mit Schwert, dekoriert. Ebenso wurden ihm die „Verteidigungsmedaille 1940-1945“ (Deltagermedaljen) und die „Haakon VII. 70-Jahre Medaille“ (Haakon VIIs 70-årsmedalje) verliehen.
Unter seinen ausländischen Ehrungen waren:
- Commander des Order of the British Empire (Vereinigtes Königreich)
- Kommandeur der Ehrenlegion (Frankreich)
- Croix de guerre (Frankreich)
- Commander der Legion of Merit (Vereinigte Staaten)
- Ritter des Dannebrogordens (Dänemark)